# San Bartolomé Jocotenango
San Bartolomé Jocotenango é uma cidade da Guatemala do departamento de El Quiché.